# Anker-Villa

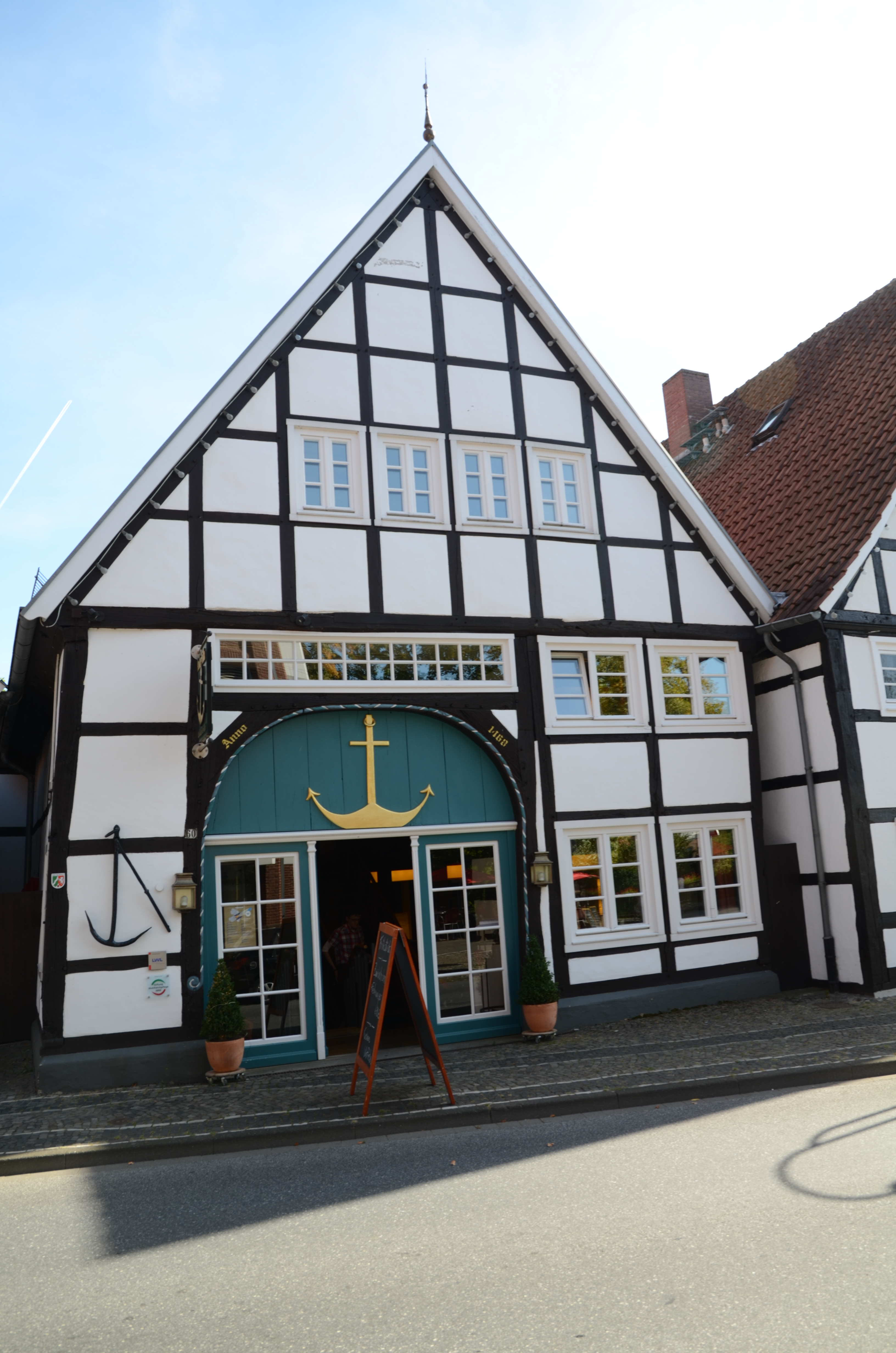
Anker-Villa

Die Anker-Villa ist ein historisches Gebäude in der Stadt Rheda-Wiedenbrück in Nordrhein-Westfalen. Es steht als denkmalgeschütztes Bauwerk in der Liste der Baudenkmäler in Rheda-Wiedenbrück.

## Gebäudebeschreibung
Der vordere Teil dieses Gebäudes stammt aus den Jahren 1468–1473 und ist das älteste Haus der Stadt Rheda-Wiedenbrück. 1594 wurde es erweitert durch den Vikar Christoph Rose, der es für seinen Schwiegersohn aus der Patrizierfamilie Wippermann umbaute. Das Haus wurde 1996/97 durch Franz-Joseph Krane saniert. Nach dem Anker oben am Deelentor wird es seither als Anker-Villa bezeichnet. Dieses Zeichen der „christlichen Seefahrt“ gilt auch als Glaubenszeichen oder Sinnbild von Vertrauen und Zuversicht.